# Magnus de las Orcadas
Magnus Erlendsson, conocido también como Magnus el Santo (1080-16 de abril de 1117), fue jarl hiberno-nórdico de las Islas Orcadas. Cogobernó al lado de su primo Haakon Paulsson desde 1108 hasta su muerte. Era hijo del jarl Erlend Thorfinnsson y de Tora Sumarlidisdotter.
Su asesinato fue considerado un martirio, y fue venerado como santo desde su muerte. Fue canonizado por la Iglesia católica en 1898, convirtiéndose en el único santo noruego con un proceso formal de canonización.

## Biografía
A través de su abuela paterna Ingebjørg Finnsdatter, Magnus se emparentaba con los reyes noruegos Olaf el Santo y Harald Hardrada. Su padre, Erlend Thorfinnsson, cogobernaba en las Orcadas junto a su hermano gemelo Pablo.
En 1098, el rey Magnus III de Noruega se apoderó de las islas y depuso del gobierno a Erlend y Pablo, mientras que designó como jarl a su hijo Sigurd. Dada la corta edad de Sigurd, Hakon Paulsson -hijo de Pablo- se hizo del poder de facto, enfrentándose a sus primos Magnus y Erling, hijos de Erlend. 
Magnus, sin embargo, estaría al servicio del rey Magnus III de Noruega, y tomó parte en una expedición vikinga de éste sobre la costa occidental de Escocia, Inglaterra y Gales. Cerca de la isla de Anglesey, en Gales, la expedición se topó con una flota galesa, pero Magnus, por sus fuertes convicciones cristianas, se negó a entrar en batalla, y permaneció en cubierta cantando salmos.
Por esa actitud se enfriaron las relaciones con el monarca noruego, y Magnus tuvo que permanecer un tiempo en Escocia, en la corte del devoto rey Edgar, con quien tenía cierto grado de parentesco. La Saga de Magnus (Magnnussagaen) habla también de un período de penitencia en casa de un obispo galés y una temporada en Inglaterra.
En 1105 casó con una joven noble, que según Guillermo de Worcester tenía por nombre Ingarth, y por lo tanto posiblemente sería de linaje nórdico. Los esposos vivieron bajo votos de castidad, y Magnus no regresaría a las Orcadas mientras el rey Magnus III viviera.
A la muerte de Magnus III, Magnus Erlendsson decidió regresar a su tierra y reclamar su herencia. Entonces su primo Haakon Pålson acababa de ser investido formalmente como jarl de las islas, puesto que Sigurd había marchado a Noruega para ser coronado rey.
Magnus recibió el apoyo de campesinos y de familias poderosas de las islas, pero Haakon se negó a compartir el gobierno. Sin embargo, los nobles decidieron que el asunto fuese resuelto por decisión de los dos reyes de Noruega, Sigurd y Øystein Magnusson. Cuando Magnus llegó a Noruega, el rey Sigurd se hallaba en peregrinación en Jerusalén, y el rey Øystein apoyó a Magnus, nombrándolo jarl de la mitad de las Orcadas. Según las sagas, Magnus se distinguió como un buen gobernante y devoto cristiano. 
Tras un breve período de paz, comenzaron las hostilidades entre ambos bandos. Magnus encontró el rechazo de una parte de la clase guerrera que pretendía continuar con las expediciones vikingas de saqueo por las islas británicas y que ante la negativa de Magnus se unió a Haakon. 
Se estableció que el lugar de las negociaciones de paz sería la isla de Egilsay, a donde llegarían Haakon y Magnus, cada uno con dos barcos en la Semana Santa de 1115, Magnus llegó a la isla con dos barcos, pero Haakon llegó con ocho. Ante la superioridad numérica, Magnus ordenó a sus hombres no presentar batalla, ya que no quería que hubiera derramamiento de sangre.
Al día siguiente, Viernes Santo -16 de abril de 1115-, se encontraron Magnus y Haakon. Magnus fue hecho prisionero. Según la tradición, pidió no ser asesinado, e hizo varias propuestas para que Haakon no cargara con el peso de su muerte: peregrinar a Roma o a Tierra Santa, ser exiliado a Escocia, o ser mutilado. La última propuesta fue aceptada por Haakon, pero una asamblea de jefes guerreros decidió que uno de los dos jarls debía morir. Uno de los hombres más cercanos a Haakon se negó a matar a Magnus, y la tarea sería cumplida por el cocinero, quien asestó un golpe letal en la cabeza al prisionero con una hacha. Haakon sepultó el cadáver de su primo en el mismo lugar de su muerte (gracias a las súplicas de la madre de Magnus, ya que en un principio Haakon se negó a darle entierro), en un terreno pedegroso, donde según la leyenda hagiográfica brotó un césped verde.

## Santidad
Por solicitud de la madre de Magnus, los restos fueron trasladados a la iglesia de Birsay, el lugar donde ella vivía, en la isla Mainland. En ese tiempo se propagó el rumor de la santidad de Magnus, y se produjeron peregrinaciones a la iglesia desde distintos lugares de las Orcadas, las Shetland y Escocia. Hubo varios testimonios de milagros, y aunque el jarl había sido asesinado por motivos políticos, popularmente se le elevó a santo y mártir cristiano.

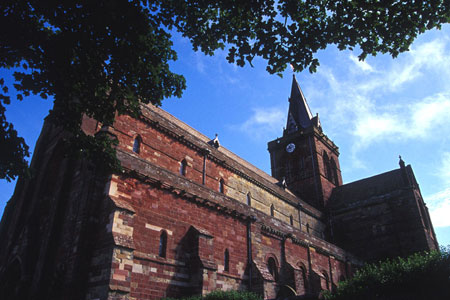
Catedral de San Magnus, en Kirkwall.

Mientras Haakon vivió, las peregrinaciones se realizaron en relativa clandestinidad y el obispo Guillermo el viejo las calificó de actos de supersticiones, pero poco después, quedó ciego y dándose cuenta de su error, se presentó en la tumba de San Magnus y tras postrarse ante sus restos y orar, su ceguera milagrosamente desapareció al momento. Fue entonces cuando el obispo aceptó el culto, que incluso participaría en el traslado de las reliquias a la iglesia de San Olaf, en Kirkwall, en 1135.
Con el reconocimiento de la santidad de Magnus por la Iglesia, Ragnvald Kali Kolsson, su sobrino, reclamó para sí la parte de las Orcadas perteneciente a Magnus, y comenzó la construcción de una gran catedral en Kirkwall que albergase las reliquias, la catedral de San Magnus.
Se eligió el día 16 de abril, fecha de su muerte, como su festividad. Aunque su santidad fue aceptada por la Iglesia Católica desde poco después de su muerte, el proceso de canonización no se llevaría a cabo sino hasta el 11 de julio de 1898, por el papa León XIII: Así se convirtió Magnus en el único santo noruego en ser canonizado.   
La vida de Magnus es relatada por dos sagas islandesas y por la saga Orkneyinga (Saga de los jarls de las Orcadas), además de que existen devocionarios en gaélico y latín.
Una segunda catedral consagrada a San Magnus se construyó en las Islas Feroe hacia el año 1300.
George Mackay Brown escribió la novela "Magnus", basado en la cual el compositor Peter Maxwell Davies, residente en las Islas Orcadas, le dedicó al santo un himno, una ópera y un festival.

## San Magnus en la televisión y en la música
En el 2018, Dinamarca fue representada por Rasmussen en Eurovisión. La canción que interpretaba, Higher grounds,  (canción masculina, de estética vikinga y de ritmo combativo, pop con toques de folk nórdico) se inspira en San Magnus de las Orcadas, que decidió no optar por la violencia y evitar muertes. En algunas webs de fanes de Eurovisión hablan del pacifismo de Magnus , que se negó a luchar en la batalla de Anglesey Sound en el año 1098, contra los normandos. La batalla empezó con un intercambio de flechas, y la canción de Rasmussen, habla de flechas que se congelan en el aire (Freeze the arrow in the air), con lo que guarda cierta relación, ya que la leyenda cita que de una manera milagrosa, las flechas se congelaron en el aire mientras San Magnus rezaba. Una fuente [¿quién?] dice que San Magnus se quedó en el barco cantando salmos. El mismo cantante, Rasmussen, admite que se inspiró en su vida para realizar la canción.[cita requerida]